# Humci
Humci – wieś w Bośni i Hercegowinie, w Federacji Bośni i Hercegowiny, w kantonie tuzlańskim, w gminie Čelić. W 2013 roku liczyła 1817 mieszkańców, z czego większość stanowili Boszniacy.